# Mark Padmore
Mark Padmore (né à Londres le 8 mars 1961) est un ténor britannique qui se produit en concerts, en récitals et à l'opéra. 

## Biographie
Né à Londres, Mark Padmore grandit à Canterbury (Kent) en Angleterre. Padmore étudie la clarinette et le piano avant de remporter une bourse pour la chorale du King's College, Cambridge. Il est diplômé en 1982 d'un baccalauréat spécialisé en musique.
Il est remarqué comme chanteur avec un bon potentiel par William Christie et Philippe Herreweghe, avec qui il chante des pièces de Bach. Son expérience de l'opéra est étendue : jouant des rôles dans des opéras tels que Don Giovanni, Jephté, et Platée. Il apparaît dans divers festivals, notamment Edinburgh Festival et le Festival d'Aix-en-Provence.

## Discographie
- Schubert, Winterreise - Paul Lewis (2009, Harmonia Mundi)
- Michel Pignolet de Montéclair, Jephté, tragédie lyrique, Jacques Bona, Jephté, Sophie Daneman, Iphise, Claire Brua, Almasie / Vénus, Nicolas Rivenq, Phinée / Apollon, Jean-Claude saragosse, Abner, Mark Padmore, Ammon, Les Arts florissants, dir. William Christie 2 CD Harmonia Mundi 1992 report 2002 2015.